# Ballari (distrikt)
Ballari är ett distrikt i Indien.   Det ligger i delstaten Karnataka, i den södra delen av landet, 1 500 km söder om huvudstaden New Delhi. Antalet invånare är 2 452 595.
Följande samhällen finns i Ballari:
- Ballari
- Hospet
- Siruguppa
- Kampli
- Sandūr
- Tekkalakote
- Huvinabadgalli
- Kottūru
- Kūdligi
- Kamalāpuram
- Kurugodu
- Hampi